# Ácido cianúrico
El ácido cianúrico o 1,3,5-triazina-2,4,6-triol es un compuesto químico de fórmula (CNOH)3. Como muchos productos químicos industrialmente útiles, esta triazina tiene muchos sinónimos. Este sólido blanco e inodoro se usa como precursor o componente de blanqueadores, desinfectantes y herbicidas. En 1997, la producción mundial fue de 160 000 toneladas.

## Propiedades y síntesis

### Propiedades
El ácido cianúrico puede verse como el trímero cíclico de la esquiva especie ácido ciánico, HOCN. El anillo puede interconvertirse fácilmente entre varias estructuras a través del tautomerismo lactama-lactima. Aunque el tautómero triol puede tener un carácter aromático, la forma ceto predomina en solución. Los grupos hidroxilo (-OH) asumen carácter fenólico. La desprotonación con base proporciona una serie de sales de cianurato:
[C(O)NH]3 ⇌ [C(O)NH]2[C(O)N]− + H+ (pKa = 6.88)
[C(O)NH]2[C(O)N]− ⇌ [C(O)NH][C(O)N]22− + H+ (pKa = 11.40)
[C(O)NH][C(O)N]22− ⇌ [C(O)N]33− + H+ (pKa = 13.5)
El ácido cianúrico se destaca por su fuerte interacción con la melamina, formando cianurato de melamina insoluble. Esta interacción bloquea el ácido cianúrico en el tautómero tri-ceto.

### Síntesis
El ácido cianúrico (CYA) fue sintetizado por primera vez por Friedrich Wöhler en 1829 mediante la descomposición térmica de la urea y el ácido úrico. La ruta industrial actual a CYA implica la descomposición térmica de la urea, con liberación de amoníaco. La conversión comienza a aproximadamente 175 °C:
3 H2N-CO-NH2 → [C(O)NH]3 + 3 NH3
CYA cristaliza del agua como dihidrato.
El ácido cianúrico se puede producir por hidrólisis de melamina cruda o de desecho seguida de cristalización. Las corrientes de desechos ácidos de las plantas que producen estos materiales contienen ácido cianúrico y, en ocasiones, triazinas sustituidas con amino disueltas, a saber, amelina, amelida y melamina. En un método, una solución de sulfato de amonio se calienta hasta 'ebullición' y se trata con una cantidad estequiométrica de melamina, por lo que el ácido cianúrico presente precipita como un complejo de melamina-ácido cianúrico. Las diversas corrientes de desechos que contienen ácido cianúrico y triazinas sustituidas con amino pueden combinarse para su eliminación, y durante condiciones alteradas puede haber ácido cianúrico no disuelto en las corrientes de desechos.

### Intermedios e impurezas
Los intermedios en la deshidratación incluyen tanto ácido isociánico, biuret y triuret:
H2N-CO-NH2 → HNCO + NH3
H2N-CO-NH2 + HNCO → H2N-CO-NH-CO-NH2
H2N-CO-NH-CO-NH2 + HNCO → H2N-CO-NH-CO-NH-CO-NH2
A medida que la temperatura supera los 190 °C, otras reacciones comienzan a dominar el proceso.
La primera aparición de amelina se produce antes de los 225 °C y se sospecha que también se debe a la descomposición del biuret, pero se produce a un ritmo más lento que el de CYA o amelida.
3 H2N-CO-NH-CO-NH2 → [C(O)]2(CNH2)(NH)2N + 2 NH3 + H2O
La formación de melamina, [C(NH2)N]3, ocurre entre 325 y 350 °C y solo en cantidades muy pequeñas.